# Kågedalens distrikt
Kågedalens distrikt är ett distrikt i Skellefteå kommun och Västerbottens län. Distriktet ligger omkring Ersmark, Kusmark och Kåge i nordöstra Västerbotten.

## Tidigare administrativ tillhörighet
Distriktet inrättades 2016 och utgörs av en del av området som Skellefteå stad omfattade till 1971, en del som före 1967 utgjorde en del av Skellefteå socken.
Området motsvarar den omfattning Kågedalens församling hade 1999/2000 och fick 1933 efter utbrytning ur Skellefteå landsförsamling.

## Tätorter och småorter
I Kågedalens distrikt finns tre tätorter och tre småorter.

### Tätorter
- Ersmark
- Kusmark
- Kåge

### Småorter
- Bjässviken och Orrholmen
- Sandfors
- Storkågeträsk